# Den Danske Radeerforening
Den Danske Radeerforening er en landsdækkende kunstforening, der har til formål at udgive originalgrafik og anden kunst på papir samt at udbrede kendskabet til tidens billedkunst.
Den Danske Radeerforening blev stiftet i 1853 af nogle guldaldermalerne Constantin Hansen, Vilhelm Kyhn, Wilhelm Marstrand, Jørgen Roed, Jørgen Valentin Sonne og af andre af den tids kultur personligheder N.L. Høyen, Adolph Strunk, Carl Edvard Sonne og departementschef Frederik Holm.
I Radeerforeningens første 100 år var det hovedsageligt raderinger, som blev udgivet, og kun enkelte træsnit og litografier. Fra sidst i 1960érne begyndte foreningen at udgive linoleums- og offsettryk, fotogravure og fotografi.

## Udgivelser
- Bjarne Hjørnæs og Marianne Rørup, Den Danske Radeerforening. Grafik og bøger udsendt til medlemmerne 1853-1978, København 1978
- Udvidelsen: Fortegnelse over udgivelser af Den Danske Radeerforening i perioden 1979-2003